# Nummer 1-hits in de Billboard Hot 100 in 1989
Deze hits stonden in 1989 op nummer 1 in de Billboard Hot 100.
| Datum        | Artiest               | Titel                        |
| ------------ | --------------------- | ---------------------------- |
| 7 januari    | Poison                | Every rose has its thorn     |
| 14 januari   | Bobby Brown           | My prerogative               |
| 21 januari   | Phil Collins          | Two hearts                   |
| 28 januari   | Phil Collins          | Two hearts                   |
| 4 februari   | Sheriff               | When I'm with you            |
| 11 februari  | Paula Abdul           | Straight up                  |
| 18 februari  | Paula Abdul           | Straight up                  |
| 25 februari  | Paula Abdul           | Straight up                  |
| 4 maart      | Debbie Gibson         | Lost in your eyes            |
| 11 maart     | Debbie Gibson         | Lost in your eyes            |
| 18 maart     | Debbie Gibson         | Lost in your eyes            |
| 25 maart     | Mike + the Mechanics  | The living years             |
| 1 april      | Bangles               | Eternal flame                |
| 8 april      | Roxette               | The look                     |
| 15 april     | Fine Young Cannibals  | She drives me crazy          |
| 22 april     | Madonna               | Like a prayer                |
| 29 april     | Madonna               | Like a prayer                |
| 6 mei        | Madonna               | Like a prayer                |
| 13 mei       | Bon Jovi              | I'll be there for you        |
| 20 mei       | Paula Abdul           | Forever your girl            |
| 27 mei       | Paula Abdul           | Forever your girl            |
| 3 juni       | Michael Damian        | Rock on                      |
| 10 juni      | Bette Midler          | Wind beneath my wings        |
| 17 juni      | New Kids On The Block | I'll be loving you (forever) |
| 24 juni      | Richard Marx          | Satisfied                    |
| 1 juli       | Milli Vanilli         | Baby don't forget my number  |
| 8 juli       | Fine Young Cannibals  | Good thing                   |
| 15 juli      | Simply Red            | If you don't know me by now  |
| 22 juli      | Martika               | Toy soldiers                 |
| 29 juli      | Martika               | Toy soldiers                 |
| 5 augustus   | Prince                | Batdance                     |
| 12 augustus  | Richard Marx          | Right here waiting           |
| 19 augustus  | Richard Marx          | Right here waiting           |
| 26 augustus  | Richard Marx          | Right here waiting           |
| 2 september  | Paula Abdul           | Cold hearted                 |
| 9 september  | New Kids On The Block | Hangin' tough                |
| 16 september | Gloria Estefan        | Don't wanna lose you         |
| 23 september | Milli Vanilli         | Girl I'm gonna miss you      |
| 30 september | Milli Vanilli         | Girl I'm gonna miss you      |
| 7 oktober    | Janet Jackson         | Miss you much                |
| 14 oktober   | Janet Jackson         | Miss you much                |
| 21 oktober   | Janet Jackson         | Miss you much                |
| 28 oktober   | Janet Jackson         | Miss you much                |
| 4 november   | Roxette               | Listen to your heart         |
| 11 november  | Bad English           | When I see you smile         |
| 18 november  | Bad English           | When I see you smile         |
| 25 november  | Milli Vanilli         | Blame it on the rain         |
| 2 december   | Milli Vanilli         | Blame it on the rain         |
| 9 december   | Billy Joel            | We didn't start the fire     |
| 16 december  | Billy Joel            | We didn't start the fire     |
| 23 december  | Phil Collins          | Another day in paradise      |
| 30 december  | Phil Collins          | Another day in paradise      |

1940 ·
1941 · 
1942 ·
1943 ·
1944 ·
1945 ·
1946 ·
1947 ·
1948 ·
1949 ·
1950 ·
1951 ·
1952 ·
1953 ·
1954 ·
1955 ·
1956 ·
1957 ·
1958 ·
1959 ·
1960 ·
1961 ·
1962 ·
1963 ·
1964 ·
1965 ·
1966 ·
1967 ·
1968 ·
1969 ·
1970 ·
1971 ·
1972 ·
1973 ·
1974 ·
1975 ·
1976 ·
1977 ·
1978 ·
1979 ·
1980 ·
1981 ·
1982 ·
1983 ·
1984 ·
1985 ·
1986 ·
1987 ·
1988 ·
1989 ·
1990 ·
1991 ·
1992 ·
1993 ·
1994 ·
1995 ·
1996 ·
1997 ·
1998 ·
1999 ·
2000 ·
2001 ·
2002 ·
2003 ·
2004 ·
2005 ·
2006 ·
2007 ·
2008 ·
2009 ·
2010 ·
2011 ·
2012 ·
2013 ·
2014 ·
2015 ·
2016 ·
2017 ·
2018 ·
2019 ·
2020 ·
2021 ·
2022 ·
2023
- Nederland (Top 40)
- Nederland (Single Top 100)
- Nederland (Verrukkelijke 15)
- Vlaanderen (Radio 2 Top 30)
- Australië
- Duitsland
- Frankrijk
- Italië
- Verenigd Koninkrijk
- Verenigde Staten (Hot 100)